# Un éléphant sur les bras
Pour plus de détails, voir Fiche technique et Distribution.
Un éléphant sur les bras ou Plus grand que nature au Québec (Larger than Life) est une comédie américaine réalisée par Howard Franklin, sortie en 1996.

## Synopsis
Jack Corcoran (Bill Murray) apprend un beau matin que son père, qu'il croyait décédé depuis des années, vient de mourir et lui laisse en héritage 35 000 dollars, en plus d'une éléphante nommée Vera. Ne sachant que faire d'elle, il va tout tenter pour s'en débarrasser, la promettant un jour à Mo, la soigneuse d'un zoo qui compte envoyer Vera au Sri Lanka, puis à Terry, propriétaire d'un cirque. Mais pour remettre son « gros » colis, il va devoir traverser plusieurs États, passant par Kansas City, puis le Nouveau-Mexique, jusqu'à sa destination finale, Los Angeles. Lors de cette aventure, un lien unique se noue entre Jack et Vera.

## Fiche technique
- Titre original : Larger than Life
- Titre français : Un éléphant sur les bras
- Tite québécois : Plus grand que nature
- Réalisation : Howard Franklin
- Décors : John M. Dwyer (en)
- Costumes : Jane Robinson
- Musique : Miles Goodman
- Société de production :  United Artists
- Société de distribution :  United Artists
- Budget : 30 000 000 $
- Pays d’origine :  États-Unis
- Langue originale : anglais
- Format : couleur — 1,85:1 — son DTS
- Genre : comédie
- Durée : 93 minutes

## Distribution
- Bill Murray (VF : Richard Darbois ; VQ : Marc Bellier) : Jack Corcoran
- Jeremy Piven (VQ : François Godin) : Walter
- Janeane Garofalo : Mo
- Pat Hingle (VF : Henri Poirier ; VQ : Yves Massicotte) : Vernon
- Linda Fiorentino (VF : Sophie Deschaumes ; VQ : Marie-Andrée Corneille) : Terry Bonura
- Matthew McConaughey (VF : Emmanuel Curtil ; VQ : Alain Zouvi) : Tip Tucker
- Keith David (VQ : Éric Gaudry) : Hurst
- Harve Presnell (VQ : Vincent Davy) : Trowbridge Bowers
- Anita Gillette (VQ : Béatrice Picard) : Maman
- Lois Smith (VF : Danièle Hazan) : Luluna
- Tai : Vera (l'éléphante)
- Tracey Walter : Wee St. Francis